# Ирландское республиканское братство
Ирландское республиканское братство (ирл. Bráithreachas Phoblacht na hÉireann, англ. Irish Republican Brotherhood, IRB) — тайная организация, основанная с целью создания «независимой демократической республики» в Ирландии в 1858 году и просуществовавшая до 1924 года. Её аналогом в Соединенных Штатах Америки первоначально было Братство Фениан, но с 1870-х годов это был Клан на Гаэль. Членов обоих крыльев движения часто называют «фениями». ИРБ сыграло важную роль в истории Ирландии, как главная республиканская организация во времена движения за независимость Ирландии от Соединённого королевства, преемник таких движений, как Общество объединённых ирландцев 1790-х годов и Молодая ирландия 1840-х годов.